# La Méthode Becky
La Méthode Becky ou Votez Becky! au Québec (Majority Rules!) est une série télévisée canadienne en 26 épisodes de 22 minutes créée par Wilson Coneybeare et diffusée à partir du 10 septembre 2009 sur Teletoon et en français à partir du 31 décembre 2009 sur Télétoon.
En France, elle a été diffusée sur Gulli pendant l'été 2013.

## Synopsis
Becky Richards se présente accidentellement aux élections pour devenir maire et elle est élue. Mais son problème est qu'elle trouve son travail un peu trop dur.

## Distribution
- Tracy Spiridakos (VQ : Stéfanie Dolan) : Rebecca « Becky » Richards
- Jenny Raven (en) : Margot Dubois
- Sasha Clements (VQ : Laetitia Isambert-Denis) : Kiki Kincaid
- Dalmar Abuzeid : Jarmin Isaacs
- Madison Cassaday : Mo Bradly
- Wesley Morgan : Jack Braddock
- Jackie Richardson (en) : Mme DeMarco
- Shauna MacDonald (VQ : Chantal Baril) : Alana Richards

 Source et légende : version québécoise (VQ) sur Doublage.qc.ca

## Épisodes
1. Déprime interdite (Go Girl!)
2. Il y a comme une odeur à Mayfield (There's Something Rotten in Mayfield)
3. J1 (Day One)
4. Des débuts prometteurs (A Promising Start)
5. Une histoire de cake (Just Desserts)
6. L'omelette géante (Great Eggs-pectations)
7. Abus de pouvoir (Becky Knows Best)
8. De grandes idées (Me & My Big Ideas)
9. Le petit malentendu (A Tiny Glitch)
10. Atermoiements (Filibuster Club)
11. Becky d'un jour (Becky for a Day)
12. Ne jamais s'excuser (Never Say Sorry)
13. Miss «Épi de maïs» (Pranked)
14. Flagrant délire (Pageant Blues)
15. Le dilemme de Becky (Becky Takes a Pass)
16. L'amour de l'art (Art Show)
17. Comme des sœurs (Opposites Detract)
18. Exercice de survie (Lost in the Woods)
19. Le fantôme de la mairie (1re partie) (Boo WHO? - part 1)
20. Le fantôme de la mairie (2e partie) (Boo WHO? - part 2)
21. Le coup de maillet (G is for Gavel)
22. Drôle de paire (Strange Bedfellows)
23. L'âme sœurs (Me & My Shadow)
24. Aliénation temporaire (Temporary Insanity)
25. Envoyés très spéciaux (A Day in the Life)
26. Message pour l'avenir (A Stitch in Time)